# Kinderdag

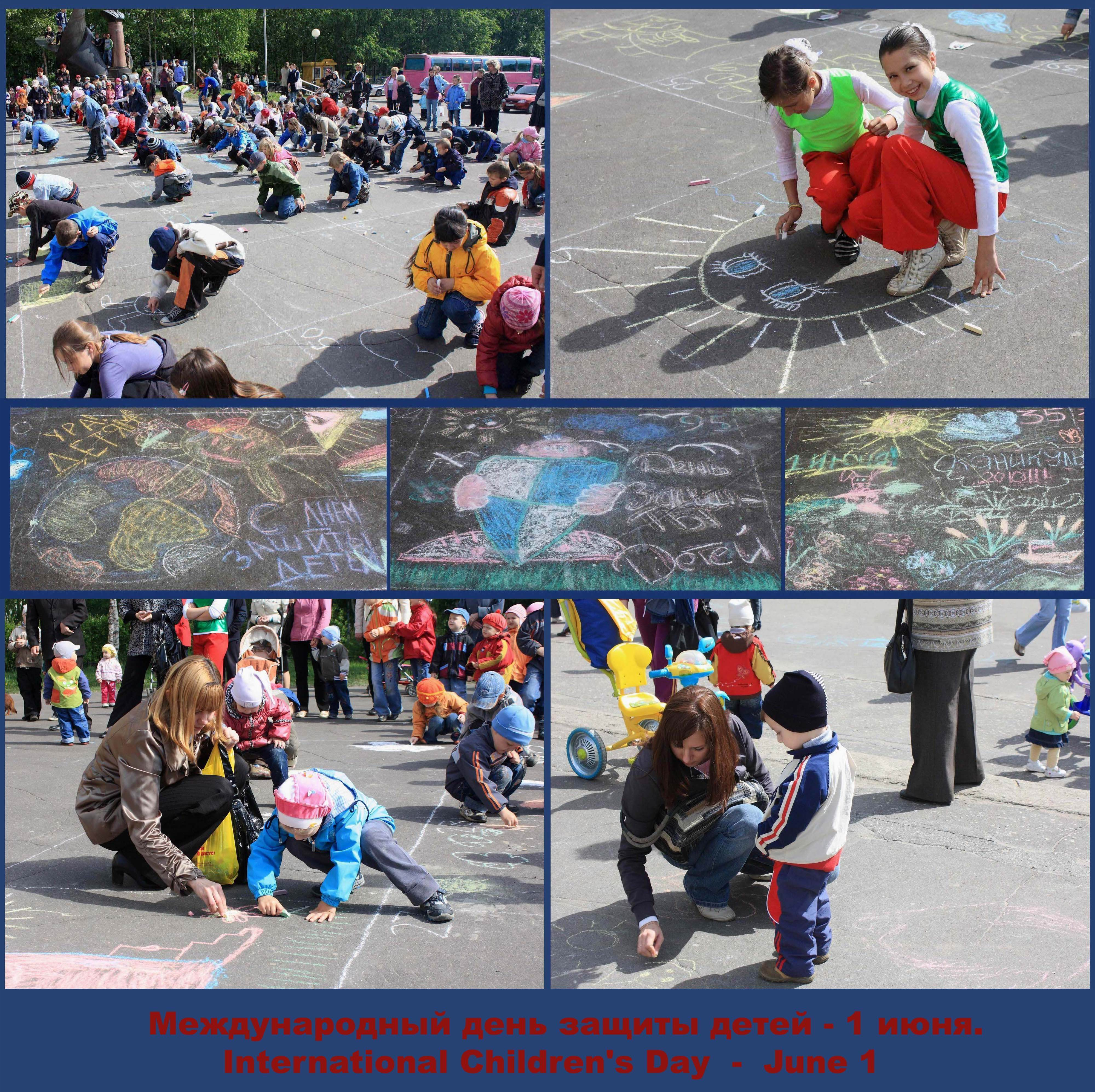
Kinderdag in het Russische Severodvinsk, 1 juni 2010

Kinderdag is een feestdag die in verscheidene landen wordt gehouden.
De eerste moderne staat die een kinderdag invoerde was Turkije. Dit werd bepaald onder de Turkse president Mustafa Kemal Atatürk in 1927.
In 1954 spraken de Verenigde Naties een aanbeveling uit om een kinderdag (=„Universal Children's Day“) te houden om hiermee de kinderrechten actueel te houden.
In veel voormalige socialistische/communistische landen, zoals Polen, Roemenië, Rusland, Hongarije en Tsjechië, en in landen als India, China, Duitsland, Verenigde Staten en Nederland is kinderdag op 1 juni, en universele kinderdag (Dag van de Rechten van het Kind) op 20 november. Er zijn echter landen die andere data aanhouden. Zo wordt kinderdag in Japan en Zuid-Korea op 5 mei gevierd. Ouders geven hun kinderen cadeaus en nemen ze mee op excursies naar pretparken, dierentuinen of musea. In Thailand is het de tweede zaterdag van het jaar kinderdag sinds 1966. Ervoor was het de eerste maandag van Oktober.